# 厄爾加茲山國家公園
41°04′24″N 33°48′25″E / 41.07333°N 33.80694°E

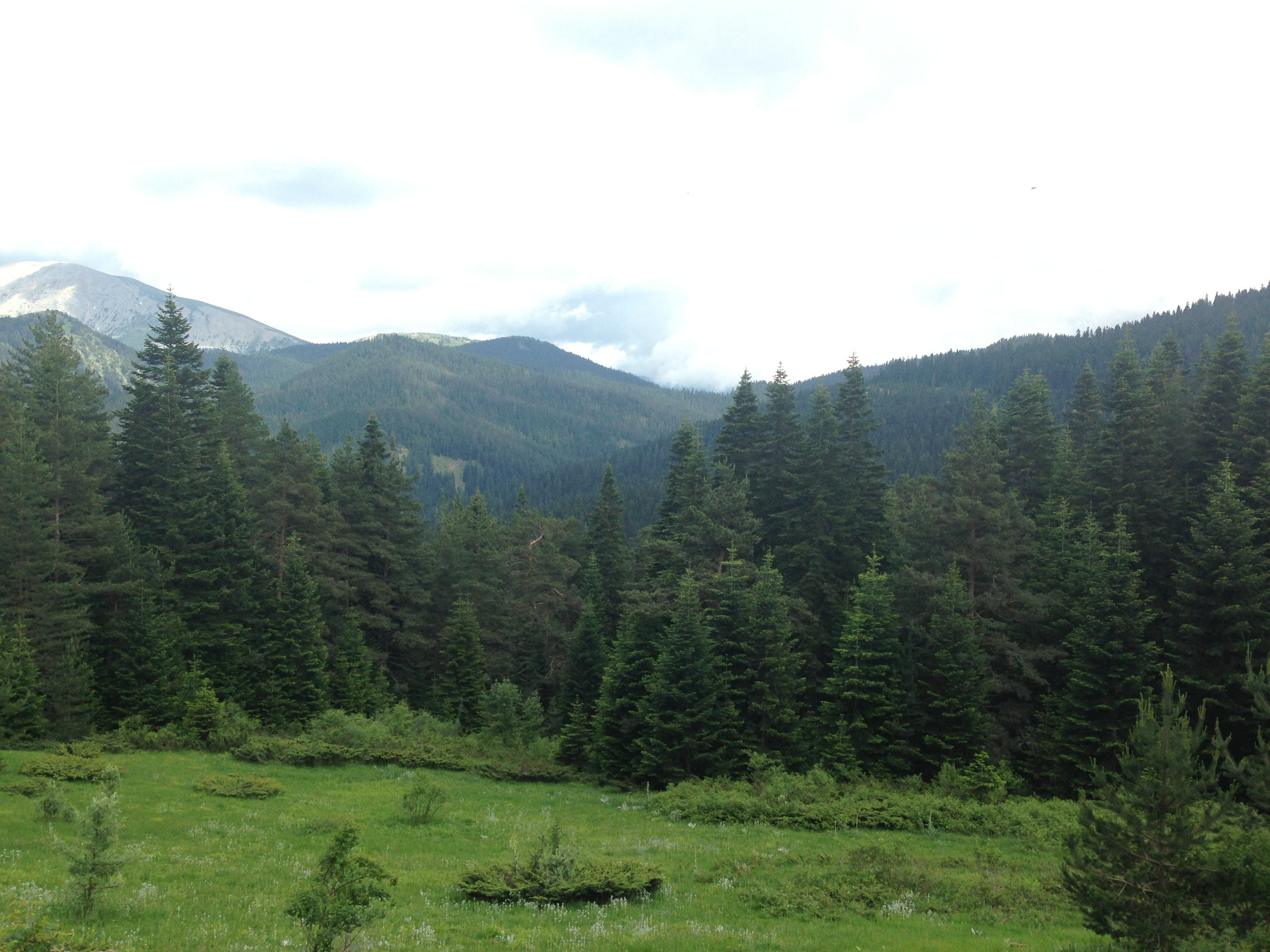

厄爾加茲山國家公園是土耳其的國家公園，位於該國北部，橫跨卡斯塔莫努省和昌克勒省，處於厄爾加茲山脈地區，成立於1976年6月2日，面積7.4平方公里。